# Owermoigne
Owermoigne är en ort och civil parish i Storbritannien.   Den ligger i kommunen Dorset och riksdelen England, i den södra delen av landet, 180 km sydväst om huvudstaden London. Owermoigne ligger 63 meter över havet och antalet invånare är 467.
Terrängen runt Owermoigne är platt. Havet är nära Owermoigne söderut. Runt Owermoigne är det ganska tätbefolkat, med 108 invånare per kvadratkilometer. Närmaste större samhälle är Weymouth, 10,9 km sydväst om Owermoigne. Trakten runt Owermoigne består till största delen av jordbruksmark.